# Abderrahmane Hammad
Abderrahmane Hammad, né le 27 mai 1977 à Dellys, est un athlète spécialiste du saut en hauteur et un homme politique algérien.
Le 16 mars 2023, il est nommé ministre de la Jeunesse et des Sports.

## Biographie

### Sport
Abderrahmane Hammad remporte trois médailles d'or lors des championnats d'Afrique, en 1998, 2000 et 2002. Lors des Jeux olympiques de 2000 à Sydney, il décroche la médaille de bronze avec un saut à 2,32 m, devancé par le Russe Sergey Klyugin et le Cubain Javier Sotomayor.
Il est également double médaillé d'argent aux Jeux africains, en 1999 et 2007, vainqueur des Jeux méditerranéens de 2001 et des Jeux panarabes de 2004.
Il détient le record d'Algérie du saut en hauteur avec 2,34 m, établi le 14 juillet 2000 à Alger.

### Politique
Il est élu président du Comité olympique algérien (COA) en septembre 2020.
Le 16 mars 2023, il est nommé ministre de la Jeunesse et des Sports.

## Palmarès
| Date | Compétition                    | Lieu          | Résultat | Marque |
| ---- | ------------------------------ | ------------- | -------- | ------ |
| 1994 | Championnats d'Afrique juniors | Alger         | 2e       | 2.09 m |
| 1994 | Championnats panarabes juniors | Tunis         | 2e       | 2.07 m |
| 1995 | Championnats d'Afrique juniors | Bouaké        | 1er      | 2.12 m |
| 1996 | Championnats panarabes juniors | Lattaquié     | 1er      | 2.11 m |
| 1997 | Jeux panarabes                 | Beyrouth      | 2e       | 2,17 m |
| 1998 | Championnats d'Afrique         | Dakar         | 1er      | 2,21 m |
| 1998 | Coupe du monde des nations     | Johannesbourg | 6e       | 2,10 m |
| 1999 | Jeux africains                 | Johannesbourg | 2e       | 2,24 m |
| 1999 | Jeux mondiaux militaires       | Zagreb        | 2e       | 2.27 m |
| 1999 | Championnats du monde          | Séville       | 10e      | 2.25 m |
| 2000 | Championnats d'Afrique         | Alger         | 1er      | 2,34 m |
| 2000 | Jeux olympiques                | Sydney        | 3e       | 2,32 m |
| 2001 | Jeux méditerranéens            | Radès         | 1er      | 2,25 m |
| 2001 | Championnats du monde          | Edmonton      | 9e       | 2.20 m |
| 2002 | Championnats d'Afrique         | Radès         | 1er      | 2,25 m |
| 2002 | Finale du Grand Prix IAAF      | Paris         | 3e       | 2,28 m |
| 2002 | Coupe du monde des nations     | Madrid        | 4e       | 2,15 m |
| 2003 | Championnats du monde          | Saint-Denis   | qual.    | 2.20 m |
| 2004 | Jeux panarabes                 | Alger         | 1er      | 2,24 m |
| 2004 | Jeux olympiques                | Athènes       | qual.    | 2,25 m |
| 2007 | Jeux africains                 | Alger         | 2e       | 2,24 m |
| 2007 | Championnats du monde          | Osaka         | qual.    | 2,14 m |

## Records
| Épreuve         | Performance | Lieu  | Date            |
| --------------- | ----------- | ----- | --------------- |
| Saut en hauteur | 2,34 m (NR) | Alger | 14 juillet 2000 |